# Rajmond Debevec
Rajmond Debevec (* 29. März 1963 in Postojna, Volksrepublik Slowenien, Föderative Volksrepublik Jugoslawien) ist ein jugoslawischer und slowenischer Sportschütze. Er nahm bislang an acht Olympischen Spielen teil und gehört damit zu den Sportlern mit den meisten Olympiateilnahmen überhaupt. Insgesamt gewann er dabei drei Medaillen.
Rajmond Debevec vom SD Olimpija begann als Achtjähriger 1971 mit dem Schießsport. Er blickt auf eine lange olympische Karriere zurück. Erstmals trat er in Los Angeles bei den Olympischen Spielen 1984 noch für Jugoslawien startend an und wurde 12. mit dem Luftgewehr und 20. im Dreistellungskampf mit dem Kleinkalibergewehr. 1988 belegte Debevec in Seoul mit dem Luftgewehr Platz 25. Seit den Spielen 1992 in Barcelona trat er für Slowenien an. Mit dem Luftgewehr wurde er Neunter und verpasste damit um einen Rang das Finale, im Dreistellungskampf erreichte er das Finale und wurde Sechster, im Liegendwettkampf mit dem Kleinkalibergewehr erreichte der Slowene Platz 18. Auch bei den folgenden Spielen trat er immer bei den drei Disziplinen an. 1996 in Atlanta erreichte er mit dem Luftgewehr das Finale und wurde Sechster, bei den beiden Kleinkaliberwettbewerben verpasste Debevec als Neunter erneut um einen Rang die Finalwettkämpfe. Die erfolgreichsten Spiele wurden für Debevec die Olympischen Spiele 2000 in Sydney, wo er im Dreistellungswettkampf die Goldmedaille gewann. Mit dem Luftgewehr verpasste der Slowene um einen Rang als Neuntplatzierter das Finale, liegend erreichte er Platz 19.
Bei den Spielen 2004 in Athen verpasste Debevec als Viertplatzierter im Dreistellungswettkampf knapp eine Medaille, weniger erfolgreich verlief der Wettkampf mit dem Luftgewehr, in dem er 19. wurde. Im Liegendanschlag  erreichte der Slowene einmal mehr den neunten Platz. Mit Platz 31 mit dem Luftgewehr und als 21. im Liegendschießen konnte Debevec bei den Spielen 2008 in Peking zunächst nicht an die früheren Erfolge anknüpfen, gewann dann aber hinter Qiu Jian und Jurij Suchorukow die Bronzemedaille im Dreistellungskampf. Dabei profitierte er von einem Fehlschuss des in Führung liegenden US-Amerikaners Matthew Emmons beim letzten Schuss, der hinter Debevec auf den vierten Rang zurückfiel.
Der in Skofljica lebende Athlet stellte am 29. August 1992 mit 1186 Punkten in der Qualifikation und 1287,9 Punkten im Finale einen bis heute gültigen Weltrekord im Dreistellungswettkampf auf und verbesserte 2000 den olympischen Rekord in Sydney. Einen ersten Weltrekord schaffte er 1987 mit dem Luftgewehr, im Dreistellungskampf 1990. 1992, 1993, 2003 und 2006 gewann er das Weltcupfinale, insgesamt gewann er 27 Weltcups. Hinzu kommen mehrere Medaillen bei Weltmeisterschaften in verschiedenen Gewehr-Disziplinen, darunter der Titel über 300 Meter bei der Weltmeisterschaft 2002 in Lahti. 1992 und 2000 wurde Debevec slowenischer Sportler des Jahres, 1991 und 1993 Welt-Sportschütze.